# Apáczai Csere János Elméleti Líceum
A kolozsvári Apáczai Csere János Elméleti Líceum az 1919-ben alapított Felső Református Leánygimnázium utódintézménye, a Király utcában (Str. I.C.Brătianu) található, közel a Farkas utcai református templomhoz, a lelkészlakás egykori telkén épült.

## Története
Az Erdélyi református egyházkerület közgyűlése 1899 novemberében úgy határozott, hogy kétszáz tanuló számára református leányiskolát és száz tanuló számára leányinternátust hoz létre. Mivel a szükséges anyagi források lassan gyűltek össze, 1913-ban a református kollégium igazgatótanácsa engedélyezte, hogy a következő tanévtől lányok is tanulhassanak a fiúgimnáziumban. 1914-ben az egyház újabb határozatot hozott, hogy a reformáció 400 éves ünnepére, azaz 1917-re felsőbb leánynevelő intézetet létesít, a következő részekkel: gimnázium, tanítóképző, elemi iskola, diakonissza-képző, internátus egyetemi hallgatónők részére, szanatórium, keresztyén szálloda, kertészeti és háztartási iskola, árvaház. 
1917 tavaszán erre a célra a Magyar utca és a Zsidótemplom (Papp, jelenleg Paris) utca sarkán vásároltak telket, de ezt a román kormány elvette az egyháztól. Így az intézet megnyitását el kellett halasztani, de a tanítóképzőt már abban az évben létrehozták Nagyenyeden. A kolozsvári intézte csak 1919. október 1-jén tudta elkezdeni működését. Az 1919/1920-as tanévre 324 tanuló iratkozott be, közülük 122 volt református, 8 evangélikus, 8 unitárius, 8 római katolikus, 2 görögkatolikus és 74 izraelita; az izraelitákat magántanulóként vették fel. A következő évben már több mint ötszáz tanuló iratkozott be. Mivel a közoktatási hatóság csak két tanévre adta meg a gimnáziumnak a nyilvánossági jogot, az 1922/1923-as tanévtől kezdve az iskola növendékeinek évente vizsgát kellett tenniük egy állami bizottság előtt; az intézkedés miatt a diáklétszám háromszáz alá csökkent. Az intézet 1928. április 28-án a Nevelésügyi Minisztérium Magán-, Kisebbségi és Felekezeti Igazgatóságának 161. számú jogosítványával visszanyerte nyilvánossági jogát.  
Első években a református fiúgimnázium épületében folyt az oktatás, majd 1926-1927-ben a gimnázium saját épületet kapott. Az épületet Moll Elemér tervezte, Viola Kornél mérnök-vállalkozó kivitelezte, és 1927. január 8-án Makkai Sándor püspök avatta fel. A 400 négyzetméternyi beépített területen tizenkét tanterem, két szertár, egy tanári és egy igazgatói szoba, egy konyha, és mellékhelyiségek kaptak helyet. A szükséges bútorok a megszüntetett szászvárosi református kollégiumból kerültek át, de padokat adott a székelyudvarhelyi kollégium is. 1928/29-ben az épületet új szárnnyal bővítették.
1948-ban az egyházi iskolák államosítását követően az intézmény 3. számú Leánylíceum néven működött. 1955-től bevezették a koedukációs oktatást. 1977-ben megszűnt a középfokú képzés és általános iskolaként működött. 1990-ben visszaszerezte középiskolai rangját, 1991-től tanítóképzés is folyik itt. 1993 szeptemberében felvette Apáczai Csere János nevét.

## Híres tanárok
- Báthory Jolán, Báthory Józsefné, Bereczki Anna, Biela Mária, Husz Ödön, Makkai Anna, Székely Ferenc, Szilágyi Júlia, Valentini Elvira, Vizi Imre, Wolf Rudolf

## Híres diákok
- Adorjáni Zsolt, Antal-Tövissi Ildikó, Belani Margit, Bende-Farkas Ágnes, Benkő Ágnes, Biluska Annamária, B. Nagy Veronika, Borbáth Júlia, Cselényi Béla, Cselényi László, Csire Gabriella, Csoma Judit, Dáné Tibor Kálmán, Dávid István, Diószegi Attila, Dombi Erzsébet, Farkas Ibolya, F. Márton Erzsébet, Gálfi Melinda, Gally Anna Katalin, Geambasu Réka, Gyenge Zsolt, Hantz Lám Irén, Hitter Ibolya, H. Szabó Gyula, Horváth Gyöngyvér, Ignácz Rózsa, Imecs Levente, Jancsó Noémi, Kató Béla, Katona Éva, Keszeg Anna, Killár Kovács Katalin, Kiss Olivér, Kokoly Zsolt, Lám Erzsébet, M. Kovács Klára Lenke, Mózes Magda, Neményi Ágnes, Orbán Gyöngyi, Pap Géza, Polcz Alaine, Pongrácz Anna-Mária, Pongrácz Antónia, Pusztainé Wellmann Katalin, Rajhona Ádám János, Sigmond Júlia, Simon Katalin, Sipos Géza, Soó Zöld Margit, Magdalena Stroe, Szabó Orbán Olga, Szántó Péter Dániel, Tirnovan Emilia, Török Katalin, T. Veress Éva, Vallasek Júlia, Visky András, Xantus Gábor, Zsigmond Andrea-Rebeka, Zsombori Erzsébet